# Alain Delon
Alain Fabien Maurice Marcel Delon (ur. 8 listopada 1935 w Sceaux, zm. 18 sierpnia 2024 w Douchy) – francuski aktor filmowy, teatralny, telewizyjny, producent, scenarzysta i reżyser filmowy. Jedna z największych gwiazd kina europejskiego lat 60. i 70. XX wieku, twarz francuskiej Nowej Fali oraz symbol męskiego seksapilu.
W trakcie całej swojej kariery święcił sukcesy zarówno komercyjne, jak i artystyczne. Współpracował z takimi uznanymi twórcami kina autorskiego, jak Luchino Visconti, Michelangelo Antonioni, Louis Malle, Jean-Pierre Melville, René Clément, czy Jean-Luc Godard. Jako aktor wykreował specyficzny charakter samotnych i małomównych gangsterów lub policjantów. Do jego najsłynniejszych kreacji zalicza się te w filmach Rocco i jego bracia (1960), W pełnym słońcu (1960), Zaćmienie (1962), Lampart (1963), Samuraj (1967), Basen (1969) czy W kręgu zła (1970).

## Życiorys

### Wczesne lata
Urodził się w rodzinie rzymskokatolickiej Édith i Fabiena Delonów. Kiedy miał cztery lata, jego rodzice się rozwiedli. Został przy matce, która ponownie wyszła za mąż. Jego ojczym Paul Boulogne był rzeźnikiem. Delon jako dziecko był sześciokrotnie wyrzucany z różnych szkół. Uczęszczał do szkoły katolickiej, z której został wyrzucony w wieku piętnastu lat. W latach 1952–1956 służył w marynarce wojennej, w 1953 roku walczył podczas I wojny indochińskiej. Zamieszkał potem w Marsylii, gdzie poznał aktora Jean-Claude’a Brialego i za jego namową w 1957 pojechał na festiwal filmowy do Cannes.

### Kariera
W Cannes przyjął pierwszą propozycję zagrania drugoplanowej roli zabójcy Jo w dramacie Yves’a Allégreta Kiedy kobieta jest w coś zamieszana (Quand la femme s’en mêle, 1957). Rok później na planie komedii Bądź piękna i milcz (Sois belle et tais-toi, 1958) w roli Loulou poznał Jeana-Paula Belmondo, z którym zagrał jeszcze w następnych czterech innych obrazach – Sławne miłości (Amours célèbres, 1961), Czy Paryż płonie? (Paris brûle-t-il?, 1966), Borsalino (1970) i Dziewczyna dla dwóch (Une chance sur deux, 1998).

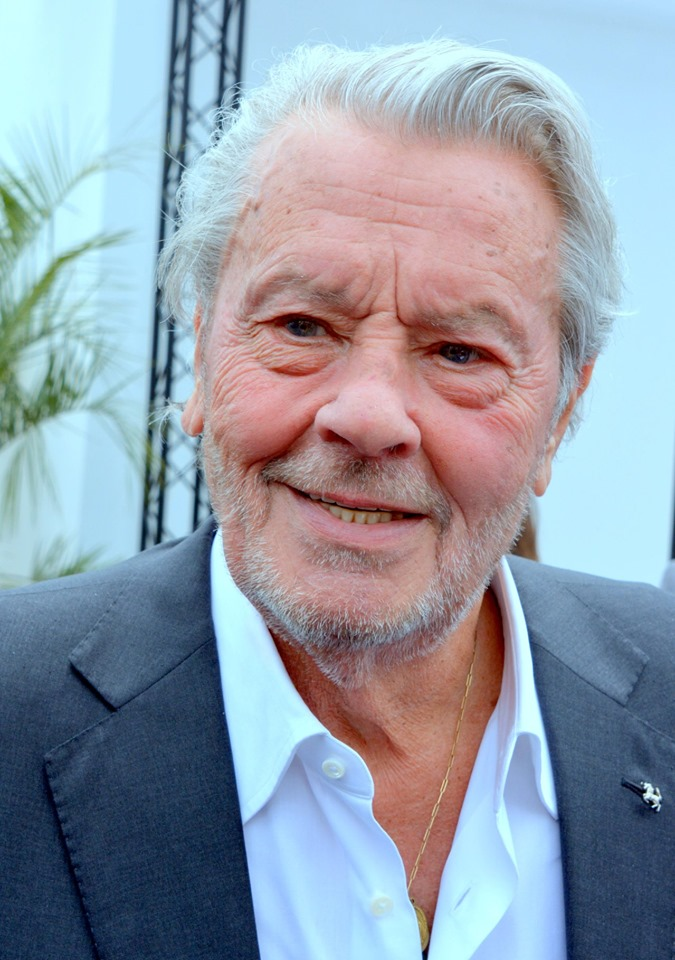
Alain Delon (2019)

W melodramacie Christine (1958) jego ekranową partnerką była Romy Schneider. Filmowy romans przekształcił się w autentyczne uczucie. Schneider zerwała z rodziną i wyjechała z Delonem do Paryża, gdzie publiczność przyjęła gorąco ich występ na scenie w spektaklu Szkoda, że jest dziwką w reżyserii Luchina Viscontiego. Widzowie z zainteresowaniem oglądali ponowne spotkanie pary kochanków w dramacie kryminalnym Basen (La Piscine, 1969), gdzie zagrał niespełnionego pisarza, który szuka spokoju i stabilizacji w pracy.
Do jednych z jego najlepszych ról należy kreacja biseksualnego mordercy Toma Ripleya, prowadzącego podstępną grę oszustw i kłamstw, nie cofając się nawet przed morderstwem, zabija syna milionera, przyjmuje jego tożsamość i rozpoczyna życie bogatego playboya w thrillerze W pełnym słońcu (Plein soleil, 1960) oraz występ w dwóch produkcjach Luchina Viscontiego: jako idealista Rocco Parondi, jeden z czterech synów rodziny sycylijskiej, który zostaje zawodowym bokserem w dramacie kryminalnym Rocco i jego bracia (Rocco e i suoi fratelli, 1960). Za kreację cynicznego siostrzeńca księcia Saliny w dramacie historycznym Lampart (Il Gattopardo, 1963) z Burtem Lancasterem i Claudią Cardinale był nominowany do Złotego Globu za najbardziej obiecujący debiut aktorski.
Karierę kontynuował przede wszystkim w filmach policyjnych i gangsterskich, m.in. Klan Sycylijczyków (Le Clan des Siciliens, 1969), ale także melodramatach np. Zaćmienie (L’eclisse, 1962). W melodramacie wojennym Teheran 43 (Tiegieran-43, 1981) pojawił się jako inspektor Foche. Za rolę zdesperowanego alkoholika w surrealistycznej komedii Nasza historia (Notre histoire, 1984) otrzymał nagrodę Césara. Śpiewał w przebojowej piosence „Paroles... Paroles...” z piosenkarką Dalidą.

Alain Delon, 1966

Swoim wizerunkiem wypracował własną markę produkującą meble, odzież, perfumy oraz papierosy. Był na okładkach magazynów takich jak „Elle”, „Paris Match”, „Bravo”, „L’Officiel Hommes”, „Film” i „Vanity Fair”. Trafił też okładkę albumu muzycznego The Queen Is Dead (1986) zespołu The Smiths. Zespół White Town napisał piosenkę „Hair Like Alain Delon” (1991), a włoska grupa rockowa Baustelle w 2003 wylansowała piosenkę zatytułowaną „La canzone di Alain Delon” („Pieśń Alaina Delona”).
Jako gwiazda gali Telekamery 1999 odebrał nagrodę specjalną, przyznawaną przez redakcję „Tele Tygodnia” dla najpopularniejszej gwiazdy zagranicznej.
Madonna zadedykowała mu piosenkę „Beautiful Killer” (2012) z albumu MDNA. Grażyna Łobaszewska i Zbigniew Wodecki wykonywali utwór Alain Delon.
W 2019 otrzymał honorową Złotą Palmę za całokształt na 72. Festiwalu w Cannes.

## Życie prywatne
13 sierpnia 1964 zawarł związek małżeński z aktorką Nathalie Canovas-Delon, z którą miał syna Anthony’ego (ur. 30 września 1964). 25 sierpnia 1968 doszło do rozwodu. W latach 1987–2002 był związany z Rosalie van Breemen, z którą miał syna Alaina-Fabiena (ur. 18 marca 1994) i córkę Anouchkę (ur. 1990). Związany był także z Romy Schneider (1959–1964)
Ze związku z piosenkarką Nico (1961–1962) miał nieuznanego przez siebie syna Christiana Aarona Boulogne'a (ur. 11 sierpnia 1962, zm. maj 2023).
Romansował z austriacką aktorką Marisą Mell (1962), Laną Wood (1965), Mireille Darc (1969–1984) i Anne Parillaud (1981–1983).

### Śmierć
Zmarł 18 sierpnia 2024 w swoim domu w Douchy-Montcorbon w wieku 88 lat.

## Filmografia
| Rok  | Tytuł                                                                  | Rola                                       | Reżyser                                                                              |
| ---- | ---------------------------------------------------------------------- | ------------------------------------------ | ------------------------------------------------------------------------------------ |
| 1957 | Kiedy kobieta jest w coś zamieszana (Quand la femme s’en mêle)         | Jo                                         | Yves Allégret                                                                        |
| 1958 | Bądź piękna i milcz (Sois belle et tais-toi)                           | Loulou                                     | Marc Allégret                                                                        |
| 1958 | Christine                                                              | Franz Lobheiner                            | Pierre Gaspard-Huit                                                                  |
| 1959 | Słaba płeć (Faibles femmes)                                            | Julien Fenal                               | Michel Boisrond                                                                      |
| 1959 | Droga młodości (Le chemin des écoliers)                                | Antoine Michaud                            | Michel Boisrond                                                                      |
| 1960 | Rocco i jego bracia (Rocco e i suoi fratelli)                          | Rocco Parondi                              | Luchino Visconti                                                                     |
| 1960 | W pełnym słońcu (Plein soleil)                                         | Tom Ripley                                 | René Clément                                                                         |
| 1961 | Co za radość żyć (Che gioia vivere)                                    | Ulysse Cecconato                           | René Clément                                                                         |
| 1961 | Sławne miłości (Les Amours célèbres)                                   | książę Albert                              | Michel Boisrond                                                                      |
| 1962 | L’Amour à la mer                                                       | gwiazdor filmowy                           | Guy Gilles                                                                           |
| 1962 | Zaćmienie (L’eclisse)                                                  | Piero                                      | Michelangelo Antonioni                                                               |
| 1962 | Karambole (Carambolages)                                               | Pan Lambert                                | Marcel Bluwal                                                                        |
| 1962 | Diabelskie sztuczki (Le Diable et les Dix Commandements)               | Pierre Messager                            | Julien Duvivier                                                                      |
| 1963 | Koty (Les Félins)                                                      | Marc                                       | René Clément                                                                         |
| 1963 | Skok na kasyno (Mélodie en sous-sol)                                   | Francis Verlot                             | Henri Verneuil                                                                       |
| 1963 | Lampart (Il Gattopardo)                                                | Tancredi                                   | Luchino Visconti                                                                     |
| 1963 | Czarny tulipan (La Tulipe noire)                                       | Guillaume / Julian de Saint Preux          | Christian-Jaque                                                                      |
| 1964 | Zemsta OAS (L’Insoumis)                                                | Thomas Vlassenroot                         | Alain Cavalier                                                                       |
| 1965 | Żółty Rolls-Royce (The Yellow Rolls-Royce)                             | Stefano                                    | Anthony Asquith                                                                      |
| 1965 | Był sobie złodziej (Once a Thief)                                      | Eddie Pedak                                | Ralph Nelson                                                                         |
| 1965 | Czy Paryż płonie? (Paris brûle-t-il?)                                  | Jacques Chaban-Delmas                      | René Clément wg Gore’a Vidala i Francisa Forda Coppoli                               |
| 1966 | Teksas po drugiej stronie rzeki (Texas Across the River)               | Don Baldazar                               | Michael Gordon                                                                       |
| 1966 | Wojna w Algierze (Lost Command)                                        | kapitan Philippe Esclavier                 | Mark Robson                                                                          |
| 1967 | Łowcy przygód (Les Aventuriers)                                        | Manú                                       | Robert Enrico                                                                        |
| 1967 | Diabolicznie twój (Diaboliquement vôtre)                               | Pierre Lagrange / Georges Campo            | Julien Duvivier                                                                      |
| 1967 | Samuraj (Le Samouraï)                                                  | Jef Costello                               | Jean-Pierre Melville                                                                 |
| 1968 | Trzy kroki w szaleństwo (Histoires extraordinaires)                    | William Wilson                             | Louis Malle (segment „William Wilson”)                                               |
| 1968 | Żegnaj przyjacielu (Adieu l’ami)                                       | Dino Barran                                | Jean Herman                                                                          |
| 1968 | Dziewczyna na motocyklu (La Motocyclette)                              | Daniel                                     | Jack Cardiff                                                                         |
| 1969 | Jeff                                                                   | Laurent                                    | Jean Herman                                                                          |
| 1969 | Klan Sycylijczyków (Le Clan des Siciliens)                             | Roger Sartet                               | Henri Verneuil                                                                       |
| 1969 | Basen (La Piscine)                                                     | Jean-Paul                                  | Jacques Deray                                                                        |
| 1970 | Madly                                                                  | Julien Dandieu                             | Roger Kahane                                                                         |
| 1970 | Doucement les basses                                                   | Simon                                      | Jacques Deray                                                                        |
| 1970 | Borsalino                                                              | Roch Siffredi                              | Jacques Deray                                                                        |
| 1970 | W kręgu zła (Le Cercle rouge)                                          | Corey                                      | Jean-Pierre Melville                                                                 |
| 1971 | Zabójstwo Trockiego (The Assassination of Trotsky)                     | Frank Jackson                              | Joseph Losey                                                                         |
| 1971 | Fantasia chez les ploucs                                               | pasażer (cameo)                            | Gérard Pirès                                                                         |
| 1971 | Samuraj i kowboje (Soleil Rouge)                                       | Gauche                                     | Terence Young                                                                        |
| 1971 | Wdowa Couderc (La Veuve Couderc)                                       | Jean Lavigne                               | Pierre Granier-Deferre                                                               |
| 1971 | Gliniarz (Un flic)                                                     | Edouard Coleman                            | Jean-Pierre Melville                                                                 |
| 1972 | Pierwsza spokojna noc (La prima notte di quiete)                       | Daniele Dominici                           | Valerio Zurlini                                                                      |
| 1973 | Terapia szokowa (Traitement de choc)                                   | Dr Devilers                                | Alain Jessua                                                                         |
| 1973 | Tony Arzenta                                                           | Tony Arzenta                               | Duccio Tessari                                                                       |
| 1973 | Skorpion (Scorpio)                                                     | Jean Laurier                               | Michael Winner                                                                       |
| 1973 | Spalone stodoły (Les Granges brûlées)                                  | Sędzia Larcher                             | Jean Chapot                                                                          |
| 1973 | La Race des seigneurs                                                  | Julien Dandieu                             | Pierre Granier-Deferre                                                               |
| 1973 | Dwaj ludzie z miasta (Deux hommes dans la ville)                       | Gino Strabliggi                            | José Giovanni                                                                        |
| 1974 | Borsalino i spółka (Borsalino & Co.)                                   | Roch Siffredi                              | Jacques Deray                                                                        |
| 1974 | Lodowate serce (Les Seins de glace)                                    | Marc Rilson                                | Georges Lautner                                                                      |
| 1975 | Zorro                                                                  | Zorro / Diego                              | Duccio Tessari                                                                       |
| 1975 | Cygan (Le Gitan)                                                       | Hugo Sennart (także producent)             | José Giovanni                                                                        |
| 1975 | Policyjna opowieść (Flic Story)                                        | Roger Borniche                             | Jacques Deray                                                                        |
| 1976 | Bumerang (Comme un boomerang)                                          | Jacques Batkin (także scenariusz)          | José Giovanni                                                                        |
| 1976 | Armaguedon (Quel giorno il mondo tremerà)                              | Doktor Michel Ambroise                     | Alain Jessua                                                                         |
| 1976 | Pan Klein (Monsieur Klein)                                             | Robert Klein (César dla najlepszego filmu) | Joseph Losey                                                                         |
| 1977 | Człowiek pod presją (L’Homme pressé)                                   | Pierre Niox                                | Édouard Molinaro                                                                     |
| 1977 | Śmierć człowieka skorumpowanego (Mort d’un pourri)                     | Xavier Maréchal                            | Georges Lautner                                                                      |
| 1977 | Gang (Le Gang)                                                         | Robert (także producent)                   | Jacques Deray                                                                        |
| 1978 | Uwaga, dzieci patrzą (Attention, les enfants regardent)                | mężczyzna                                  | Serge Leroy                                                                          |
| 1979 | Port lotniczy ’79 (The Concorde ... Airport ’79)                       | Paul Metrand                               | David Lowell Rich                                                                    |
| 1979 | Lekarz (Le Toubib)                                                     | Jean-Marie Desprès                         | Jean Freustié                                                                        |
| 1980 | Trzech ludzi do zabicia (Trois hommes à abattre)                       | Michel Gerfaut (także scenariusz)          | Jacques Deray                                                                        |
| 1981 | Teheran 43 (Tiegieran-43)                                              | inspektor policji Foche                    | Aleksandr Ałow Władimir Naumow                                                       |
| 1981 | Za skórę gliny (Pour la peau d’un flic)                                | Choucas                                    | Alain Delon (także scenariusz)                                                       |
| 1982 | Szok (Le choc)                                                         | Martin Terrier                             | Robin Davis                                                                          |
| 1983 | Uderzenie (Le Battant)                                                 | Jacques Darnay                             | Alain Delon                                                                          |
| 1984 | Nasza historia (Notre histoire)                                        | Robert Avranches                           | Bertrand Blier                                                                       |
| 1984 | Miłość Swanna (Un amour de Swann)                                      | Baron de Charlus                           | Volker Schlöndorff                                                                   |
| 1985 | Słowo gliny (Parole de flic)                                           | Daniel Pratt                               | José Pinheiro                                                                        |
| 1986 | Przejście (Le Passage)                                                 | Jean Diaz                                  | René Manzor                                                                          |
| 1988 | Nie budzi się gliniarza, który śpi (Ne réveillez pas un flic qui dort) | komisarz Eugène Grindel                    | José Pinheiro                                                                        |
| 1990 | Dancing Machine                                                        | Alan Wolf                                  | Gilles Béhat                                                                         |
| 1990 | Nowa fala (Nouvelle Vague)                                             | Lennox                                     | Jean-Luc Godard                                                                      |
| 1992 | Powrót Casanovy (Le Retour de Casanova)                                | Casanova                                   | Édouard Niermans                                                                     |
| 1992 | Kryminał (Un crime)                                                    | Charles Durand                             | Jacques Deray                                                                        |
| 1994 | L’Ours en peluche                                                      | Jean Rivière                               | Jacques Deray                                                                        |
| 1995 | Sto i jedna noc (Les cent et une nuits de Simon Cinéma)                | w roli samego siebie (cameo)               | Agnès Varda                                                                          |
| 1997 | Dzień i noc (Le Jour et la Nuit)                                       | Alexandre                                  | Bernard-Henri Lévy                                                                   |
| 1997 | Dziewczyna dla dwóch (Une chance sur deux)                             | Julien Vignal                              | Patrice Leconte                                                                      |
| 1999 | Aktorzy (Les Acteurs)                                                  | w roli samego siebie                       | Bertrand Blier                                                                       |
| 2003 | Frank Riva (serial MHZ Worldwide Television)                           | Frank Riva                                 |                                                                                      |
| 2008 | Asterix na olimpiadzie (Astérix aux Jeux Olympiques)                   | Juliusz Cezar                              | Frédéric Forestier, Thomas Langmann                                                  |
| 2012 | Szczęśliwego Nowego Roku, matki! (С новым годом, мамы!)                | w roli samego siebie                       | Klim Poplavskiy, Dmitriy Grachev, Anton Bormatov, Sarik Andreasyan, Artyom Aksenenko |

## Nagrody
| Rok  | Nagroda                                         | Kategoria                                                        | Film                  |
| ---- | ----------------------------------------------- | ---------------------------------------------------------------- | --------------------- |
| 1972 | David di Donatello                              | Nagroda specjalna                                                | –                     |
| 1985 | Cezar                                           | Najlepszy aktor                                                  | Nasza historia (1984) |
| 1987 | Bambi                                           | Międzynarodowy Bambi                                             | –                     |
| 1995 | 45. Międzynarodowy Festiwal Filmowy w Berlinie  | Honorowy Złoty Niedźwiedź                                        | –                     |
| 1997 | Międzynarodowy Festiwal Filmowy w Mar del Plata | Nagroda za całokształt twórczości przyznana przez Normę Aleandro | –                     |
| 1998 | Międzynarodowy Festiwal Filmowy w Moskwie       | Honorowy George za osiągnięcia zawodowe                          | –                     |
| 1999 | Międzynarodowy Festiwal Filmowy w Kairze        | Nagroda za całokształt twórczości                                | –                     |
| 2012 | Międzynarodowy Festiwal Filmowy w Locarno       | Nagroda za całokształt twórczości                                | –                     |
| 2017 | Międzynarodowy Festiwal Filmowy Transilvania    | Nagroda za całokształt twórczości                                | –                     |
| 2019 | 72. Międzynarodowy Festiwal Filmowy w Cannes    | Honorowa Złota Palma                                             | –                     |

## Odznaczenia
- Order „Za zasługi” III klasy (Ukraina, 2023)[20]